# Lady Caroline Howard
Lady Caroline Howard (1778) es un retrato al óleo sobre tela de Joshua Reynolds. Lady Caroline era hija  de Frederick Howard, 5.º Conde de Carlisle, y de Margaret Caroline Howard. Fue una niña espiritual, según su padre, y tenía siete años cuando posó para Reynolds. El retrato fue encargado por el Conde, y exhibido en 1779 en la Real Academia antes de colgarse en el castillo Howard. Reynolds era partidario del Grand Manner y, con ese fin, las rosas que Lady Caroline arranca de un jarrón pueden haber pretendido sugerir Castidad, Belleza, y Amor, los atributos de Venus y de las Tres Gracias. La National Gallery of Art escribe "Reynolds ha capturado algo de la complejidad de Lady Caroline en su expresión seria,  la intención de su cara atractiva, su mirada desviada, y la tensión implicada en su mano izquierda cerrada ... La pintura está fluidamente ejecutada en capas gruesas , opacas, con delgados barnices traslúcidos en el fondo." La galería nacional de Arte adquirió el retrato en 1937. 